# K-141 Kursk
K-141 Kursk (rusky К-141 Курск) byla ruská jaderná ponorka Projektu 949A Antěj, pojmenovaná po ruském městě Kursk, dějišti jedné z největších tankových bitev v dějinách. Plavidlo bylo součástí Severního loďstva ruského válečného námořnictva a operovalo zejména v oblastech Severního ledového oceánu. Kursk se potopil 12. srpna 2000 v Barentsově moři, přičemž zahynulo všech 118 členů posádky.

## Vznik
Stavba ponorky začala v loděnicích u Severodvinsku, nedaleko Archangelsku v roce 1992. Na vodu byla spuštěna v květnu 1994 a formálně byla převzata do služby 30. prosince téhož roku. V následujícím roce (1995) bylo plavidlo posvěceno ortodoxním knězem. Kursk se stal poslední ponorkou třídy Antěj (v kódu NATO Oscar-II), která byla projektována a jejíž stavba byla schválena ještě za sovětské éry. S délkou 155 m a čtyřmi podlažími se jednalo o největší třídu útočných ponorek, které kdy byly zkonstruovány. O plavidlech této třídy se tvrdilo, že jsou „nepotopitelné” pro svůj dvojitý trup. Vnější trup o síle pouhých 8,5 mm z vysoce kvalitní niklchromové oceli byl výjimečně odolný proti korozi a měl výhodné magnetické vlastnosti, které znesnadňovaly detekci ponorky magnetickými systémy (Magnetic Anomaly Detection systems – MAD). Vnitřní ocelový trup byl přibližně 5 cm silný a od vnějšího ho oddělovala dvoumetrová mezera.
Kursk hrál důležitou roli v arktické oblasti. Během devadesátých let Severní flotila trpěla nedostatkem finančních prostředků a v důsledku toho docházelo ke snižování počtu bojových i podpůrných jednotek. Mnoho ponorek bylo staženo do doků na pobřeží Barentsova moře a ponecháno napospas osudu a potupné zkáze. S výjimkou nejdůležitějšího bojového vybavení vše ostatní včetně průzkumného i záchranného zařízení neprocházelo pravidelnou údržbou.
V polovině devadesátých let námořníci Severní flotily zůstali bez výplat. Nicméně konec desetiletí přinesl určitou obrodu pro flotilu. V roce 1999 Kursk uskutečnil úspěšnou špionážně-průzkumnou misi ve Středomoří, když sledoval lodě 6. flotily válečného námořnictva Spojených států během války v Kosovu. Velitel ponorky Gennadij Petrovič Ljačin se pak po návratu do Ruska stal národním hrdinou. Námořní cvičení konané v srpnu 2000 se mělo stát největší akcí tohoto druhu od rozpadu Sovětského svazu před necelými deseti lety a zahrnovalo 4 útočné ponorky a vlajkovou loď loďstva Pjotr Velikij spolu s řadou menších lodí.

## Zkáza ponorky

### Exploze

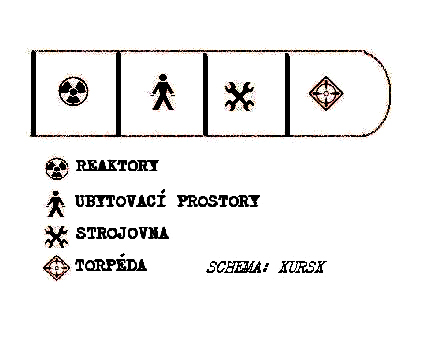
Jednoduché schéma jaderné ponorky K-141 Kursk

Mise začala v sobotu ráno 12. srpna 2000. Jako součást cvičení vypálil Kursk dvě slepá torpéda proti Pjotru Velikému, raketovému křižníku třídy Kirov. V 11:28 místního času (07:28 UTC) vysoce koncentrovaný peroxid vodíku, sloužící pro pohon torpéda, prosákl rzí v torpédovém pouzdře. Peroxid reagoval s mědí a mosazí v torpédometu, a tak způsobil řetězovou chemickou reakci vedoucí k explozi. Výbuch o mohutnosti rovnající se explozi 100 až 250 kg TNT byl registrován seismometry jako otřes o síle stupně 1,5 až 2,2 Richterovy stupnice. Ponorka klesla do hloubky 108 m, přibližně 135 km od přístavu Severomorsk, v bodě o souřadnicích 69°40' s. š., 37°35' v. d.
Vodotěsné dveře, izolující torpédovou místnost od zbytku prostor, byly před vypálením torpéd ponechány otevřené. Toto byla zřejmě běžná praxe – nechat přebytek stlačeného vzduchu uvolnit do torpédové místnosti v momentu odpálení zbraně. Otevřené dveře dovolily výbuchu zpětně rozervat první dvě z devíti oddělení obrovské ponorky a zabít sedm mužů v prvním oddělení a přinejmenším zranit nebo dezorientovat třicet šest mužů ve druhém oddělení. Ačkoliv si nikdo nemůže být jist událostmi následujících dvou minut, je zjevné, že velící důstojník lodi kapitán 1. stupně (námořní kapitán) Ljačin ve druhém oddělení neměl dost času vyslat nouzový signál. Nouzová bóje, sestrojená pro automatické vypuštění v případě havárie (např. při změně tlaku nebo detekci ohně) a umožňující lokalizaci vraku záchranářům, ale také selhala. Při misi do Středozemního moře v roce 1999 totiž obavy z náhodného uvolnění bóje, která by mohla odhalit pozici ponorky plavidlům Spojených států, vedly k jejímu zablokování.

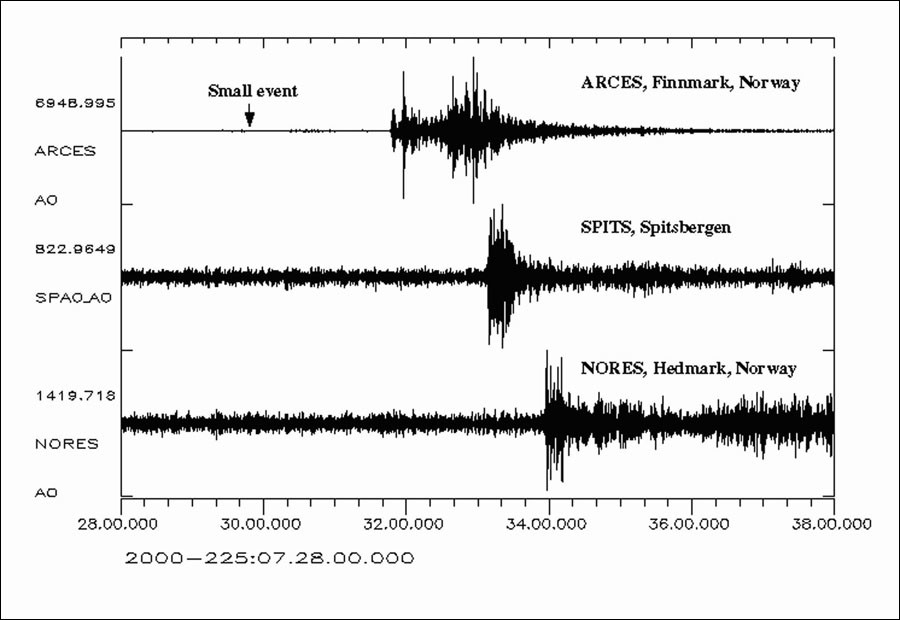
Záznam Norského úřadu Radiační ochrany z 12. srpna 2000 ukazuje na zemětřesné události v oblasti Barentsova moře, přesně v oblasti katastrofy ponorky Kursk.

K další explozi došlo o 135 sekund později. Tato byla registrována jako otřes o síle 3,5 až 4,4 Richterovy stupnice, zaznamenaný seismickými stanicemi v celé severní Evropě. To odpovídá explozi 3 až 7 tun TNT. S největší pravděpodobností došlo v tomto okamžiku k výbuchu většího počtu, přibližně šesti, torpédových hlavic. Seismická data dokazují, že k němu došlo už na úrovni mořského dna. Exploze roztrhla trup plavidla, schopný jinak odolat tlaku v hloubkách kolem 1000 m, a způsobila v něm otvor o ploše dvou čtverečních metrů. Výbuch také rozerval třetí a čtvrté oddělení. Do těchto míst začala proudit voda (90 000 litrů za sekundu) a usmrtila všechny osoby nacházející se v těchto prostorách, včetně pěti důstojníků ze štábu 7. divize nukleárních ponorek, kteří měli sledovat průběh cvičení. V dalším, pátém oddělení byly umístěny dva jaderné reaktory typu OK-650b, v ocelových nádobách se stěnami o síle 130 mm. Přepážka oddělující čtvrté a páté oddělení vydržela explozi. Kontrolní tyče v reaktoru zůstaly nepoškozeny a zabránily jaderné havárii. Západní experti později vyjádřili velký obdiv nad prací sovětských inženýrů, kteří zkonstruovali ponorku, schopnou tolik vydržet.[zdroj?]
Dvacet tři mužů, pracujících v šestém až v devátém oddělení, přežilo obě exploze. Shromáždili se v devátém oddělení, kde se nacházel druhý únikový tunel (první, hlavní únikový tunel byl ve druhém oddělení, které bylo zničeno). Kapitán-poručík Dmitrij Romanovič Kolesnikov (jeden ze tří důstojníků této hodnosti, kteří přežili) se zřejmě ujal iniciativy a sepsal ty, kteří zůstali v devátém oddělení. Tlak v oddělení v čase exploze byl stejný jako na povrchu. V tuto chvíli by z fyziologického hlediska bylo možné užít únikový otvor a opustit ponorku muž po muži. Znamenalo by to plavat nahoru 100 metrů v ledové arktické vodě v záchranném obleku a nakonec očekávat pomoc na hladině. Není jisté, zda bylo možno nouzový průlez z nitra ponorky otevřít. Stále se liší názory na to, do jaké míry byl průlez poškozen. Je ale pravděpodobné, že posádka by asi odmítla použít únikový průlez, i kdyby byl použitelný. Nejspíše by namísto toho viděli šanci v čekání na záchranné plavidlo, které by přilnulo k průlezu vně ponorky.[zdroj?]
Nelze říci s jistotou, jak dlouho zbývající muži v oddělení přežili. Brzy po nouzovém odstavení jaderných reaktorů vypověděl i nouzový zdroj energie. Tím uvrhl posádku do absolutní tmy a dále klesala i teplota. Kolesnikov napsal ještě dvě další zprávy, mnohem méně úhledné než předtím:
| „ | Je příliš velká tma na psaní, ale pokusím se o to. Zdá se, že nejsou žádné šance, 10–20 %. Doufejme, že aspoň toto bude někdo číst. Zde je seznam osob z druhé sekce, kteří jsou teď v devítce a pokusí se odsud dostat. Pozdravy všem, není třeba zoufat. Kolesnikov. | “ |

Vedlo se mnoho debat, po jakou dobu mohli námořníci přežít. Někteří, zejména na ruské straně, říkají, že k úmrtím došlo velmi rychle. Voda prosakovala do nehybného Kursku těsněním kolem hřídelů šroubů a ve stometrové hloubce bylo nemožné netěsnosti ucpat. Jiní poukazují na množství superoxidových patron, používaných na přeměnu CO2 zpět na kyslík a tím umožňujících přežití. Tyto patrony byly nalezeny použité, poté co bylo plavidlo vyzvednuto ze dna. Paradoxně se ale patrony jeví jako možná příčina smrti. Jeden zásobník se nejspíše dostal do kontaktu s mořskou vodou, a tak způsobil chemickou reakci a zažehl oheň. Oficiální vyšetřování katastrofy ukázalo, že někteří muži přežili oheň ponořením se pod hladinu vody (stopy po ohni na stěnách dokládají, že voda sahala námořníkům přibližně po pás). Avšak oheň rychle spotřeboval zbývající kyslík ve vzduchu, a proto způsobil smrt zbytku posádky udušením.

### Různá tvrzení o příčinách exploze
- Téměř ihned po potopení Kursku čečenské nezávislé zpravodajství Kavkaz-Center informovalo, že exploze v ponorce byla způsobena sebevražedným muslimem z Dagestánu v jižním Rusku, členem posádky. Údajně se odpálil, aby podpořil čečenské bojovníky.
- Francouzský filmový tvůrce Jean-Michel Carré ve svém filmu Kursk: ponorka v kalných vodách (Koursk: un sous-marin en eaux troubles),[2] který byl vysílán ve francouzské televizi (kanál: France 2) 7. ledna 2005. Údajně (bez žádných důkazů) se Kursk potopil po kolizi s ponorkou amerického námořnictva. Podle Carrého Kursk prověřoval nové torpédo zvané Škval a zkoušky byly monitorovány dvěma americkými ponorkami vykonávajícími v oblasti službu, USS Memphis a USS Toledo. V jednom okamžiku se Kursk a Toledo srazily, přičemž posledně jmenovaný byl kolizí poškozen, načež Memphis vypálil torpédo, aby Kursk odradil v pronásledování Toleda. Podle tohoto nepodloženého příběhu torpédo zasáhlo staré ruské torpédo na Kursku, které neexplodovalo hned, ale později, a když k explozi došlo, značně poškodilo Kursk. Carré se domnívá, že ruský prezident Vladimir Putin úmyslně zatajil pravdu a nechal posádku zahynout, aby nevytvářel zbytečné napětí ve vztahu se Spojenými státy. Noviny New York Times později prozradily, že Memphis opravdu pozoroval Kursk během jeho torpédových zkoušek. Další příhoda, údajně podporující pravdivost tohoto příběhu, je ta, že ponorka Toledo našla útočiště v norském přístavu Bergen, kde si žádní cizinci nesměli prohlédnout plavidlo zblízka (což je však standardní praxe). Další okolností nahrávající tomuto příběhu je fakt, že Spojené státy odpustily Rusku značné peněžní dluhy a dokonce daly Rusku souhlas k dalším půjčkám. Dnes už jsou vrak Kursku a jeho zbytky roztaveny a zničeny. Oficiální zpráva z roku 2000 publikována v roce 2002 tvrdí, že potopení Kursku bylo způsobeno torpédem, které explodovalo v torpédové místnosti. Ovšem několik spikleneckých táborů a relevantních skeptiků tvrdí, že tato zpráva je zástěrkou pro další posílení vztahů mezi Ruskem a Spojenými státy.

Zkušení ponorkoví experti ze západu ale poukazují na množství mezer ve zřejmě paranoidní teorii o spiknutí a o utajované kolizi dvou ponorek. Jsou to:
1. Ruská ponorka třídy Antěj má dvakrát větší výtlak než americká třídy 688. Proto není z fyzikálního hlediska příliš pravděpodobné, že by Kursk utrpěl větší poškození v takové hypotetické kolizi.
2. Závazná pravidla Spojených států pro vojenské akce v době míru, podle kterých by za žádnou cenu ponorka Spojených států nesměla vypálit torpéda na Kursk, aniž by jako první byla ohrožena. Nikdo neuvedl žádný argument pro podporu tohoto scénáře.
3. Kdyby k údajné kolizi přece jen došlo, blízkost ponorky Spojených států s Kurskem by zabránila úvahám kapitánů dalších ponorek o vypálení (i hypotetickému zrádci) akustického torpéda typu MK-48 na Kursk, protože by tím ohrozila další své ponorky.
4. V archivech kolizí amerických a ruských ponorek v minulosti nebyla zaznamenána žádná obdobná kolize během zkoušek zbraní. A během jejich monitorování se již z principu pozorovatel drží dále od přímé oblasti zkoušek.
5. Představa, že by americké torpédo bylo vůbec schopné zasáhnout palubní ruské torpédo, které ještě detonuje se zpožděním, není příliš logická ani inteligentní.

Alternativní hypotézy týkající se neštěstí Kursku byly široce zdiskreditovány důvěryhodnými zprávami z vyšetřování.
The Guardian (noviny)
| „ | Beznadějně marné záchranné pokusy, brzděné špatně navrženým a zchátralým vybavením, dokládají fatální úpadek ruské vojenské síly. Námořnictvo, necitelně navazující kontakt s pozůstalými, připomíná dřívější sovětskou bezohlednost k individuálnímu neštěstí. Lži a nekompetentní maskování jak ze strany námořnictva, tak vlády, bylo opět vzkříšeno z dřívější éry. Nespoutané a vzájemně si odporující spiklenecké teorie o tom, co způsobilo katastrofu, vypovídají více o zmatku nejvyššího námořního velení, které chaoticky hledá obětního beránka, než o katastrofě samotné. | “ |

### Záchranné pokusy

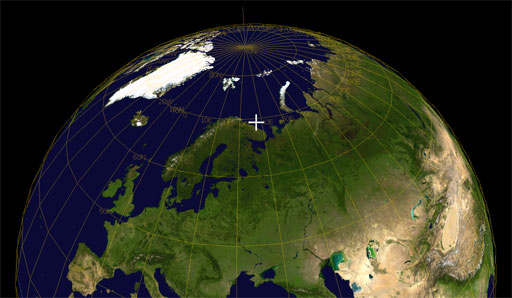
Místo ztroskotání ponorky v Barentsově moři

Nejprve ostatní lodě na cvičení, všechny, které detekovaly explozi, nic neohlásily. Každá jenom věděla o své roli při cvičení a údajně předpokládaly, že exploze byla způsobena hlubinnou bombou a že šlo o součást cvičení. Až k večeru začali být velitelé znepokojeni, že nemají zprávy z Kursku. Později k večeru a po opakovaných nezdařených pokusech kontaktovat Kursk byla započata vyhledávací a záchranná operace. Záchranná loď Rudnickij vezoucí dvě ponorná záchranná plavidla, AS-32 a AS-34 Priz, dorazila na místo katastrofy okolo 08:40 hodin následujícího rána (neděle 13. srpna).
Ponorná plavidla měla baterie v bídném stavu – rychle se vybíjely a obtížně dobíjely. AS-32 se nakonec ukázala být prakticky k ničemu. Priz byl trochu úspěšnější. Dosáhl devátého oddělení Kursku v pondělí odpoledne (14. srpna), ale nepodařilo se mu s Kurskem spojit. Špatné počasí zabránilo dalším pokusům v úterý a ve středu (15. a 16. srpna). Čtvrtečním pokusem se plavidlo přiblížilo znovu k ponorce, ale ztroskotala snaha vytvořit vakuové těsnění nutné ke spojení.
Spojené státy nabídly jeden ze svých dvou hlubokoponorných záchranných prostředků (Deep Submergence Rescue Vehicles), stejně tak nabídla pomoc i britská vláda a další země (již 14. srpna, Američané věděli o nehodě dříve než Putin). Teprve 17. srpna 2000 ruská vláda přijala nabídku pomoci od britské a norské vlády. Záchranná loď byla vyslána z Norska 17. srpna a na místo dorazila 19. srpna. Britští potápěči dorazili k nouzovému průlezu devátého oddělení v neděli 20. srpna. Zjistili, že toto oddělení bylo zaplaveno vodou a že tedy padly všechny naděje na záchranu přeživších.

## Vyzvednutí trosek
Většina trupu ponorky, vyjma zničené přídě (odříznuté velkou řetězovou pilou zakotvenou ke dnu), byla vyzvednuta z oceánského dna nizozemskými záchrannými společnostmi Smit International a Mammoet na podzim roku 2001 a dovlečena zpátky do ruské loděnice v Rosljakovu u Murmansku. Z vraku bylo vyzvednuto 115 ze 118 mrtvých a pochováno v Rusku. Zajímavostí je, že speciální kotvy pro zachycení ponorky byly vyrobeny v Česku.